# Byliniak rudawy
Byliniak rudawy (Rhopalus subrufus) – gatunek pluskwiaka z podrzędu różnoskrzydłych, rodziny wysysowatych (Rhopalidae) i rodzaju wysys.

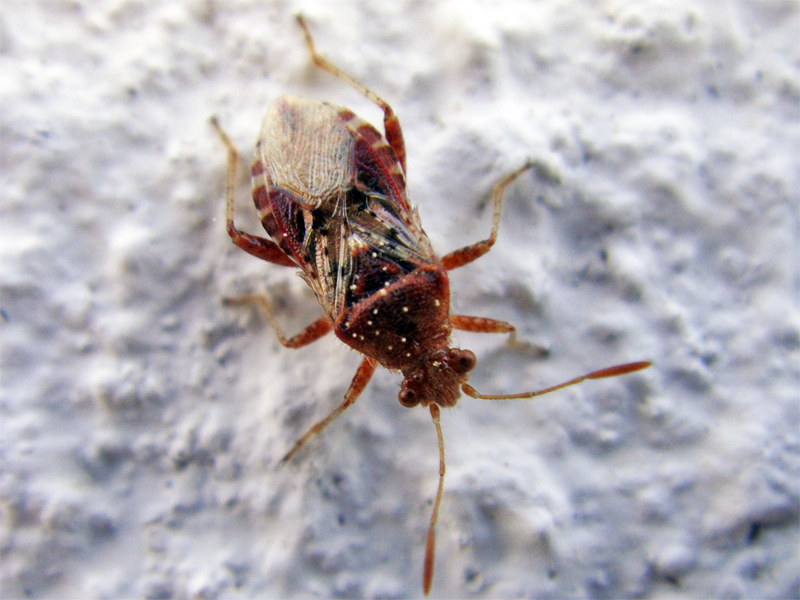
Rhopalus subrufus

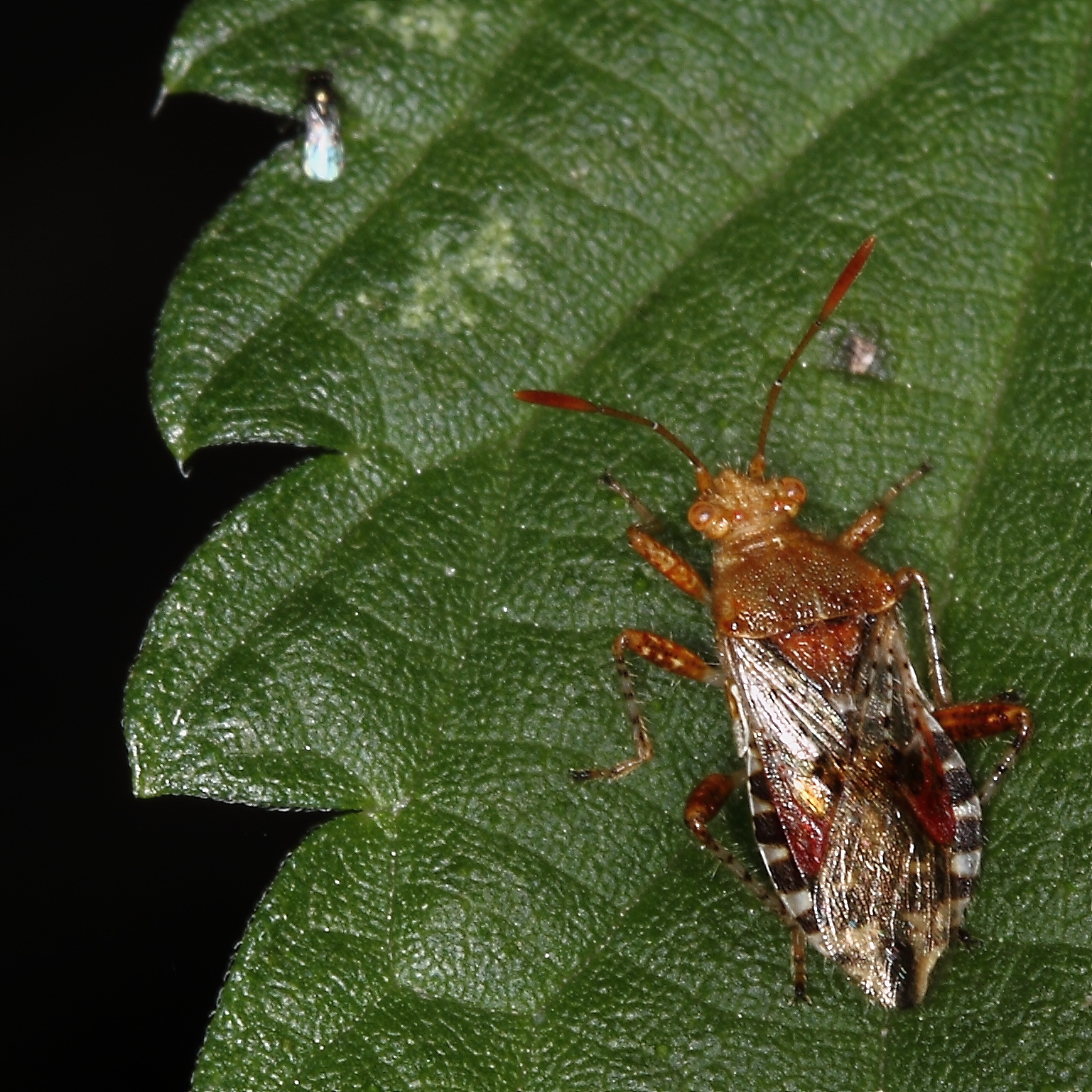
Wysys Rhopalus subrufus

## Budowa ciała
Owad ma ciało długości od 6,7 do 7,5 mm. Strona grzbietowa jest ciemnoczerwona lub brązowoczerwona, zaś spodnia żółtoczerwona. Czułki żółte lub żółtoczerwone o czwartym członie ciemniejszym. Odnóża czarno-żółte z brązowoczerwonymi udami. Tarczka czerwona z czarną nasadą i bladożółtym wierzchołkiem.

## Tryb życia
Pluskwiak ten jest fitofagiem wykazywanym m.in. z: pokrzywy zwyczajnej, dziurawca zwyczajnego, wilżyny, koniczyny, wyki, groszku, bodziszka i szałwii.

## Występowanie
Występuje prawie w całej Europie. W Polsce pospolity w całym kraju.